# Kim In-seong
Đây là một tên người Triều Tiên, họ là Kim.
Kim In-seong (tiếng Hàn Quốc: 김인성, sinh ngày 12 tháng 7 năm 1993), được biết đến nghệ danh Inseong (tiếng Hàn Quốc: 인성), là một ca sĩ, diễn viên, diễn viên lồng tiếng, vũ công và người dẫn chương trình phát thanh người Hàn Quốc. Anh là giọng ca chính của nhóm nhạc nam Hàn Quốc SF9, ra mắt vào năm 2016 dưới sự quản lý của FNC Entertainment.

## Tiểu sử
Inseong sinh ngày 12 tháng 7 năm 1993 tại Seongbuk, Seoul. Anh là con một của gia đình anh.
Anh đã học ở London một năm, và học nói tiếng Anh. Anh là cựu thực tập sinh của SM Entertainment.

## Sự nghiệp

### Trước khi ra mắt
Vào ngày 18 tháng 12 năm 2015, Inseong, người được đào tạo trong đúng một năm, được công bố là một phần của hệ thống thực tập sinh của  FNC NEOZ School . Anh là người tham gia chương trình sống còn dob: Dance or Band với tư cách là thành viên của NEOZ Dance Team. Vào ngày 29 tháng 6 năm 2016, anh và tám thành viên khác của cùng một đội đã giành chiến thắng trong cuộc thi, trong đó tên chính thức của họ sau đó được tiết lộ là SF9 (Sensational First 9, sau đó là Sensational Feeling 9).

### 2016-nay: Ra mắt cùng SF9, hoạt động solo
Anh ra mắt với tư cách là thành viên của SF9 vào ngày 5 tháng 10 năm 2016, với album đơn Feeling Sensation.
Vào ngày 7 tháng 8 năm 2019, Inseong tiết lộ rằng anh đã bị chấn thương xương ức và anh sẽ tạm dừng mọi hoạt động vì anh sẽ nghỉ ngơi trong ba đến bốn tuần.
Vào ngày 2 tháng 3 năm 2021, Inseong gia hạn hợp đồng độc quyền với FNC Entertainment.
Anh và các thành viên khác của SF9 được thông báo sẽ tham gia vào chương trình sống còn thực tế năm 2021 Kingdom: Legendary War, được phát sóng vào thứ Năm hàng tuần trên Mnet từ ngày 1 tháng 4 đến ngày 3 tháng 6 năm 2021, với vị trí thứ sáu.

## Đời tư
Vào ngày 21 tháng 3 năm 2022, Inseong nhập ngũ với tư cách là thành viên của ban nhạc quân đội.